# ریشارد لودویگ
ریشارد لودویگ (آلمانی: Richard Ludwig؛ ۲۲ مه ۱۸۷۷ – ۱۰ اوت ۱۹۴۶) بازیکن راگبی ۱۵ نفره اهل آلمان بود.
وی در مسابقات کشوری و بین‌المللی در مجموع برندهٔ ۱ مدال نقره شده‌است.